# David Kaufman
David Kaufman (født 23. juli 1961) er en amerikansk skuespiller og komiker.